# Eudamini
Los eudaminos (Eudamini) son una tribu de lepidópteros ditrisios de la subfamilia Eudaminae dentro de la familia Hesperiidae.

## Géneros
- Bungalotis
- Dyscophellus
- Euriphellus
- Nascus

- Nicephellus
- Pseudonascus
- Salatis
- Sarmientoia